# SNAB Pale Ale
SNAB Pale Ale is een Nederlands bier van hoge gisting.
Het bier wordt gebrouwen in opdracht van de Stichting Noord-Hollandse Alternatieve Bierbrouwers (SNAB) te Purmerend in De Proefbrouwerij te Hijfte, België.
Het is een amberkleurig bier met een alcoholpercentage van 6,3% (14° Plato), een American Pale Ale met een uitgesproken hopkarakter door de dry hopping.